# Larchamp (Orne)
Larchamp település Franciaországban, Orne megyében. Lakosainak száma 303 fő (2018. január 1.). Larchamp Chanu, Beauchêne és Saint-Cornier-des-Landes községekkel határos.

## Népesség
A település népességének változása:
| Lakosok száma | 298  | 305  | 303  |
|               | 2015 | 2017 | 2018 |